# Neuhof (Gemeinde Ottenschlag)
Neuhof ist eine Ortschaft und eine Katastralgemeinde der Gemeinde Ottenschlag im Bezirk Zwettl in Niederösterreich. Die Ortschaft hat 84 Einwohner (Stand 1. Jänner 2024). Bis Ende 1967 war Neuhof eine eigenständige Gemeinde.

## Geschichte
Der Ort wird 1583 zum ersten Mal schriftlich als Meierhof der Herrschaft Ottenschlag erwähnt, in den nächsten Jahrhunderten entstanden rund um dem Hof einige Tagelöhnerhäuser.
Im Jahr 1822 wurde der Ort als Dorf mit zwanzig Häusern genannt, das nach Ottenschlag eingepfarrt war, wohin auch die Kinder eingeschult wurden. Die Herrschaft Ottenschlag besaß die Ortsobrigkeit, übte die Landgerichtsbarkeit aus, besorgte die Konskription und hatte die Grundherrschaft inne.
Nach der Entstehung der Ortsgemeinden 1849 wurde der Ort eine eigenständige Gemeinde, diese bestand aus den Katastralgemeinden Bernreith und Endlas sowie der Rotte Hacklhof und den Einzellagen Schützenmühle und Weyermühle.
Mit dem Bau der Eisenbahnlinie Zwettl–Martinsberg 1906 wurde im Ort die Haltestelle Ottenschlag eröffnet, 1927 wurde eine Filiale des Lagerhaus Zwettl im Ort eröffnet.
Laut Adressbuch von Österreich waren im Jahr 1938 in der Ortsgemeinde Neuhof zwei Gastwirte, zwei Holzhändler, ein Holzwarenerzeuger, eine Mühle, zwei Sägewerke, ein Schmied, eine Schneiderin, ein Trafikant, ein Zementwarenerzeuger und ein Landwirt mit Direktvertrieb ansässig.
Am 1. Jänner 1968 wurde die bis dahin selbstständige Gemeinde ein Teil der Großgemeinde Ottenschlag.

## Siedlungsentwicklung
Zum Jahreswechsel 1979/1980 befanden sich in der Katastralgemeinde Neuhof insgesamt 46 Bauflächen mit 15.557 m² und 14 Gärten auf 2.149 m², 1989/1990 gab es 46 Bauflächen. 1999/2000 war die Zahl der Bauflächen auf 101 angewachsen und 2009/2010 bestanden 80 Gebäude auf 127 Bauflächen.

## Bodennutzung
Die Katastralgemeinde ist landwirtschaftlich geprägt. 158 Hektar wurden zum Jahreswechsel 1979/1980 landwirtschaftlich genutzt und 510 Hektar waren forstwirtschaftlich geführte Waldflächen. 1999/2000 wurde auf 120 Hektar Landwirtschaft betrieben und 540 Hektar waren als forstwirtschaftlich genutzte Flächen ausgewiesen. Ende 2018 waren 117 Hektar als landwirtschaftliche Flächen genutzt und Forstwirtschaft wurde auf 536 Hektar betrieben. Die durchschnittliche Bodenklimazahl von Neuhof beträgt 26,7 (Stand 2010).